# Concertrapsodie voor piano en orkest
De Concertrapsodie voor piano en orkest in Des majeur, opus 102 is een compositie van de Armeense componist Aram Chatsjatoerjan.
Chatsjatoerjan begon met componeren in 1955. De uiteindelijke versie werd pas voltooid in 1968. Chatsjatoerjan schreef in totaal drie concertrapsodieën; een voor viool (1962, opgedragen aan Leonid Kogan, een voor cello (1963, opgedragen aan Mstislav Rostropovitsj) en de rapsodie voor piano, die Chatsjatoerjan opdroeg aan Nikolaj Petkov.
Chatsjatoerjan vertelde aan Nicolas Slonimski op 7 december 1942 het volgende:

... Een concert is muziek met helder brandende kandelaars. Een rapsodie is muziek met gedimde kandelaars...

De première van de uiteindelijke versie van het werk werd te Gorki gehouden. Petkov speelde piano, begeleid door het Symfonie Orkest van de Sovjet Radio en Televisie gedirigeerd door Gennady Rozhdestvensky. Voor de serie van drie concertrapsodieën werd de componist beloond met een USSR Staatsprijs.

## Het werk
De rapsodie opent met een uitgebreide cadenza voor de piano. Weinig van de door Chatsjatoerjan gebezigde elementen van de Armeense volksmuziek zijn terug te vinden. Het werk is vooral donker en zwaar.